# روبرت كوريا
روبرت كوريا (بالإنجليزية: Robert Correia)‏ هو سياسي أمريكي، ولد في 3 يناير 1939. حزبياً، نشط في الحزب الديمقراطي. وقد انتخب عضو مجلس نواب ماساتشوستس.